# Hampsonodes infirma
Hampsonodes infirma är en fjärilsart som beskrevs av William Schaus 1894. Hampsonodes infirma ingår i släktet Hampsonodes och familjen nattflyn. Inga underarter finns listade i Catalogue of Life.